# Biologie im Team

Logo

Biologie im Team (BIT; Biology by team) ist der erste und bisher einzige österreichische Biologiewettbewerb für AHS (Allgemeinbildende höhere Schulen).
BIT wurde für den Deutschen Innovationspreis für Nachhaltige Bildung eingereicht und kam unter die 13 als „best of“ nominierten Projekte. BIT ermöglichte 2008 zum ersten Mal eine Teilnahme Österreichs an der Europäischen Naturwissenschaftsolympiade.

## Konzept
An Biologie besonders interessierte Oberstufenschüler können im Rahmen des Wettbewerbes ihr Fachwissen vertiefen und ihre Methodenkompetenz erweitern. Im Rahmen einer unverbindlichen Übung wird in Modulen an Schwerpunktthemen, die jährlich von einem Lehrerteam ausgewählt werden, gearbeitet. Dabei wird besonderer Wert auf praktische Arbeit sowie seit dem Schuljahr 2004/05 auch auf Teamarbeit gelegt. Im April findet ein zweitägiger Abschlussbewerb statt, bei dem Sechsergruppen mit je einem Schüler der teilnehmenden Schulen verschiedene Aufgaben zu lösen haben. Eine Jury, die aus Personen aus Wissenschaft und Wirtschaft sowie den Betreuungslehrern besteht, bewertet die Ergebnisse und deren Präsentation.
Das Konzept wurde von einem Lehrerteam in Kooperation mit der AHS-Abteilung des Pädagogischen Institutes in Kärnten erarbeitet. Seit 2008 ist BIT eng mit der Pädagogischen Hochschule Kärnten verbunden.

## Mottos
Der erste Wettbewerb stand im Schuljahr 2002/03 unter dem Motto: Im Boden ist die Hölle los. Weitere Themen waren Schön, aber gefährlich, www – world wide water 1 und 2, Expedition Wald, Beziehungskisten, Maulwurfsperspektiven, Biologische Zeitreisen, Biologie an der Universität, Ecce Homo, Biodiversität, Tod in Dosen, Sex sells, Spur(en)los - Without a trace, Biologen Seen Meer, Quo vadis? - Nit durthin, wo`s fad is, Grenzgenial - Biologie grenzenlos?, Vielfalt statt Einfalt, Planquadrat, Vielfalt statt Einfalt 0.2,www – world wide water 3, Ich hör etwas, das Du nicht siehst. Das Thema des Schuljahres 2024/25 ist Ready to change?.

## Beteiligte Schulen
Bisher waren folgende Schulen daran beteiligt:
- Ingeborg-Bachmann-Gymnasium, Klagenfurt
- BG und BRG Mössingerstraße, Klagenfurt
- BG/BRG Villach St. Martin
- BG/BRG Peraustraße, Villach
- International school Carinthia, Velden
- BRG Viktring, Klagenfurt
- BORG Wolfsberg
- Stiftsgymnasium St. Paul im Lavanttal
- Europagymnasium Klagenfurt
- Österreichisches Gymnasium Prag